# Krasznojarszki Könyvkultúra Vásár
A Krasznojarszki Könyvkultúra Vásár (orosz nyelven: Красноярская ярмарка книжной культуры, Krasznojarszkaja jarmarka knyizsnoj kulturi, orosz rövidítése: КРЯКК) a szibériai Krasznojarszkban 2007 óta minden év november elején rendezett könyvkereskedelmi vásár és kulturális-irodalmi fesztivál. Oroszország legnagyobb regionális (Moszkván és Szentpéterváron kívüli) könyvvására, mely a kiállítók és a kulturális programok összetételét tekintve országos jelentőségű kulturális eseménnyé vált.

## Alapítója
Alapítója (2007-ben) és évenkénti szervezője – a Krasznojarszki határterület kormánya és Krasznojarszk város támogatásával – a Mihail Prohorov Alapítvány. A vásár az alapítvány egyik központi projektje, melyet teljes egészében maga finanszíroz. A vásár igazgatója Irina Dmitrijevna Prohorova, az alapítvány társalapítója és szakmai vezetője.

## Célja, jellege
A rendezvénysorozat neve is jelzi, hogy részben kereskedelmi vásárról, részben kulturális rendezvényről van szó, és hogy az alapítók döntően a könyv- és olvasáskultúra ébrentartását, terjesztését tűzték ki célul.
A projekt Krasznojarszkot mint a könyvkultúra központját határozza meg. Fontos célja, hogy az ország különböző vidékeiről összehozza a kiadókat, a könyvterjesztőket és a kulturális közösséget. Az évenkénti rendezvények lehetőséget teremtenek a könyvújdonságok, különösen a minőségi könyvkiadók friss kínálatának megismertetésére, a könyvszakma és a művelődési intézmények képviselőinek (könyvtárosok, pedagógusok) az alkotók és az olvasóközönség találkozására a Moszkvától több ezer kilométerre fekvő szibériai nagyvárosban.
A vásár a kiadók kiállítása és a könyvújdonságok bemutatása formájában valósul meg, amit gazdag szakmai és kulturális program kísér. Az évente négy-öt napig tartó rendezvényen előadások, író-olvasó találkozók, kerekasztal-beszélgetések zajlanak, és az irodalmi programokat kiállítások, színielőadások, koncertek, vetítések egészítik ki. Külön figyelmet fordítanak a gyermekprogramokra.
A kiállítás részeként a Krasznojarszki határterület könyvtárai több millió rubel értékű könyvvásárlásra kapnak támogatást a Mihail Prohorov Alapítványtól.

## Története

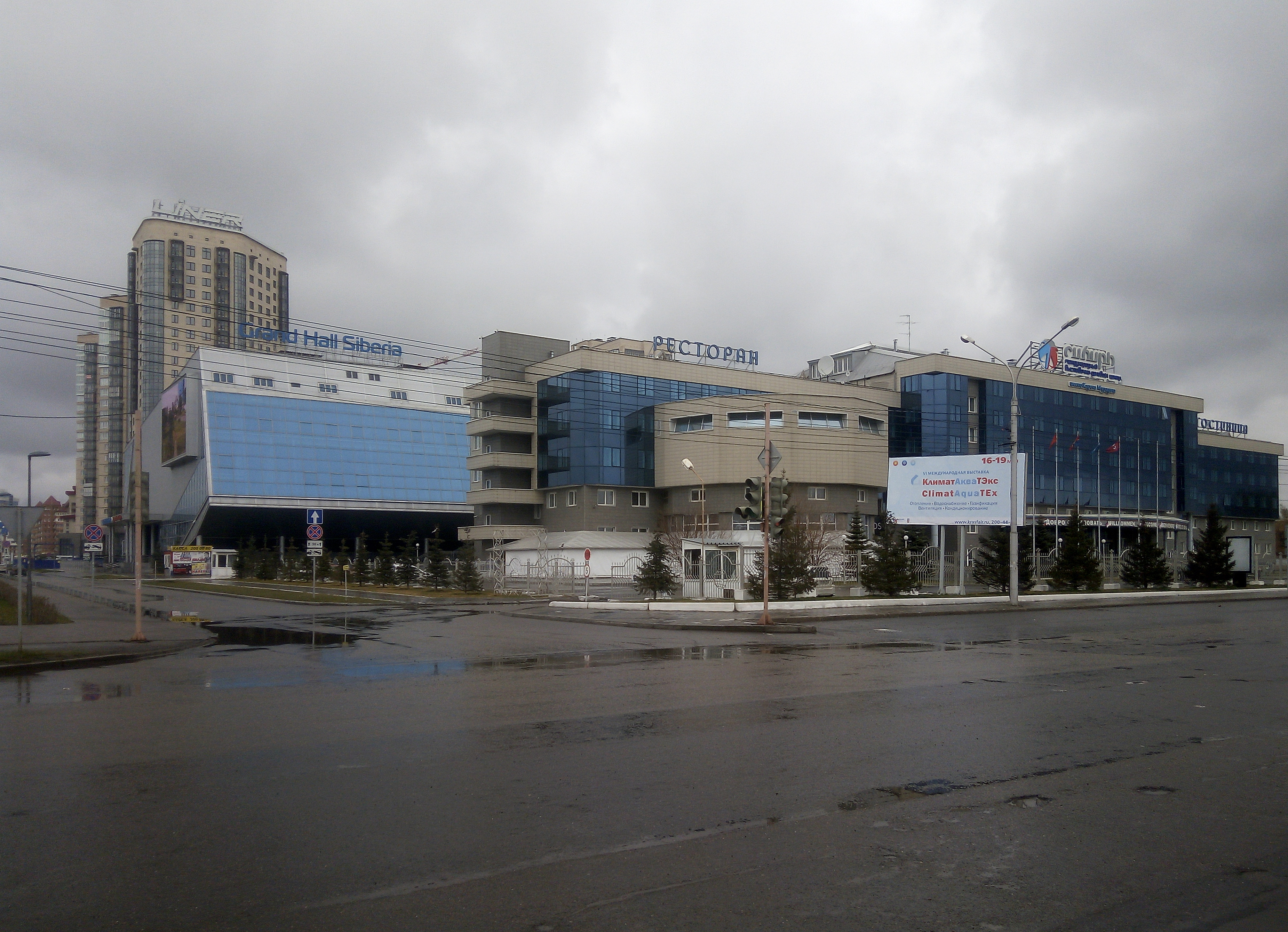
A „Szibéria” kiállító- és üzletközpont Krasznojarszkban (2018)

A Szibéria nevű kiállítóközpontban 2007-ben megrendezett első könyvvásáron 63 kiállító: kiadó, könyvterjesztő vett részt. 37 költő, író, művész mutatkozott be a közönségnek, és már akkor megtartották az első szemináriumot a krasznojarszki régió 56 könyvtárából érkezett szakembernek. A következő évben csaknem kétszer annyi, 144 kiállítójuk volt, köztük húsz folyóirat szerkesztősége és tíz múzeum. A harmadik évben a vásárt a „Franciaország éve Oroszországban” országos eseményei határozták meg.
2010-ben több mint száz különböző eseményt szerveztek, köztük a hagyománnyossá vált szemináriumot és kerekasztal-beszélgetéseket könyvtárak számára. Új irányzat volt a design-művészeti iskola, melynek keretében ismert tervezők tartottak workshopokat.
2011-ben a kulturális programokon 270 író, költő, képzőművész, zenész, divattervező, színházi és filmművész vett részt. A Mihail Prohorov Alapítvány honlapján első alkalommal lehetett követni „élőben” a vásár főbb eseményeit.
A könyvvásárnak kezdettől fogva külföldi kiállítói is vannak. Az első, 2007-es rendezvényen még csak Magyarország képviseltette magát, de később más országok is. 2012-ben az Edinburgh-i Nemzetközi Írókonferencia jubileumi eseményeinek oroszországi helyszínéül Krasznojarszkot választották. 2013-ban a skandináv országok, Franciaország, Németország, az Egyesült Államok, Svájc és Izrael személyiségei vagy szervezetei érkeztek a vásárra. Ebben az évben 230 kiállítójuk és több mint 200 kulturális programjuk volt, egyidőben öt kisebb színpadon zajlottak események.
A szervezők minden évben előre meghatároznak egy központi témát, amely köré a programok épülnek. 2010-ben például a IV. vásár témája „Szibéria az európai (köz)tudatban”, 2019-ben a XIII. vásáré „Helyi (lokális) történelmek” volt. 2021-ben a XV. vásáré: „Férfias és nőies. Társadalmi szerepek változása a mai társadalomban.”
A könyvvásár fontos eseménye a 2009-ben indított NOSZ irodalmi díj zsürijének tevékenysége, melynek nyilvános vitái egy egész napon át zajlanak és az interneten követhetők. Része a szakmai programoknak „A könyvtárak új szerepe az oktatásban” elnevezésű regionális ösztöndíjpályázat is. Ennek keretében az alapítvány a szibériai régió több mint száz könyvtárának nyújtott anyagi támogatást 2013-ig (a támogatás azóta is tart).
A rendezvény napjaiban Krasznojarszk központja élénk kulturális térré alakul át. Napközben a fő kulturális programok a kiállítási központban összpontosultnak, de estére átterjednek a város más helyszíneire, szórakozóhelyeire: klubokba, színházba, könnyűzenei koncertekre. 2010-től ezekben a napoban rendezik meg a „múzeumi éjszakák” eseménysorozatát is.

### Számadatok
A kezdetek óta a kiállítási terület 2013-ra megduplázódott. A kínált könyvek száma 2007-ben mintegy 36 ezer példány volt, 2013-ra ez a szám 180 ezerre nőtt. A vásárnak 2007-ben 12 ezer, 2013-ban több mint 45 ezer látogatója volt. Az alapítvány részéről a rendezésre költött összeg ez idő alatt közel 10 millió rubelről 28,46 millió rubelre nőtt (nem számítva a könyvtáraknak nyújtott könyvvásárlási támogatást), 2019-ben pedig elérte a 39 milliót (a részvevők és a könyvek szállítását is az alapítvány finanszírozza).
A pandémia miatt a vásárt 2020-ban csak online rendezhették meg, de 2021-ben – még a járvány újabb hulláma miatti országos lezárás előtt – sikerült élőben megtartani. Az öt nap alatt 50 tonna (130 ezer példány) könyvet adtak el. A Mihail Prohorov Alapítvány támogatásának keretében 15 millió rubel értékben 38 000 könyvet vásároltak a résztvevő kiadóktól a krasznojarszki régió könyvtárainak kiegészítésére. A rendezvényen 250 kiállító vett részt (a helyiségek mérete miatt többre nincs is lehetőség), a látogatók száma (40 000 fő) meghaladta a moszkvai Non/fiction könyvvásárét (2019-ben 37 000 fő). 2021-ben egy független oroszországi lap beszámolója ezzel a címmel jelent meg: „Hogyan lett Krasznojarszk Oroszország könyvfővárosa”